# Institut Krista Krále

Chórový oděv: vlevo kněz, uprostřed superior a vpravo generální prior

Institut Krista Krále, celým názvem pak Institut Krista Krále Nejvyššího Kněze (lat. Institutum Christi Regis Summi Sacerdotis) je společností apoštolského života papežského práva, tj. přímo podléhá Apoštolské stolici. Raison d'être institutu je slavení mše svaté a vysluhování svátostí podle předpisů předkoncilních. Mše slouží dle předkoncilního tradičního latinského ritu, tedy tzv. tridentskou mši.

## Charakteristika
Misí institutu je zdůrazňování, obrana a propagace Kristovy vlády ve všech oblastech lidského života – ve sféře soukromé i sociální. Současným generálním superiorem je stále jeho zakladatel P. Gilles Wach.

## Historie
Institut byl založen v roce 1990 v Gabonu, jeho mateřský dům dnes sídlí v Griciglianu. 

## Činnost
V roce 2017 měl asi 200 členů (z toho 110 kněží, 15 kleriků-oblátů a 30 řeholnic) a oficiálně trvale působil v 11 zemích, přičemž nejsilněji byl přítomen ve Francii, USA a zakladatelském Gabonu. V roce 2023 pak měl institut 147 kněží, 108 seminaristů, 71 sester a 18 oblátů.